# Balaclava
Diferentes maneiras de vestir uma balaclava
Balaclava é um gorro confeccionado normalmente com malha de lã (misturada com tecidos elásticos) que se veste de forma ajustada na cabeça até o pescoço. Sua função tradicional é a proteção contra o frio.

## Descrição
A balaclava é também popularmente nomeada "gorro ninja" ou "touca ninja" no Brasil, "passa-montanhas" em Portugal, e ski mask ("máscara de esqui") na anglofonia.
O nome "balaclava" tem origem na localidade de Balaclava, na Crimeia (Ucrânia). Durante a Guerra da Crimeia, gorros tricotados eram enviados a tropas britânicas para protegê-las do frio extremo da região. Atualmente, esses gorros são usados por alpinistas, esquiadores e pilotos de corrida, como proteção, mas também são utilizados por  policiais com o fim de ocultação da identidade de seus portadores. Com a mesma finalidade, são usados por manifestantes de rua (particularmente por adeptos do black bloc) e por praticantes de atividades ilícitas.

## Principais utilidades

### Automobilismo
São confeccionadas com material resistente ao fogo, geralmente kevlar e malhas de aço e fibra de carbono para proteger os pilotos de eventuais acidentes com incêndio.

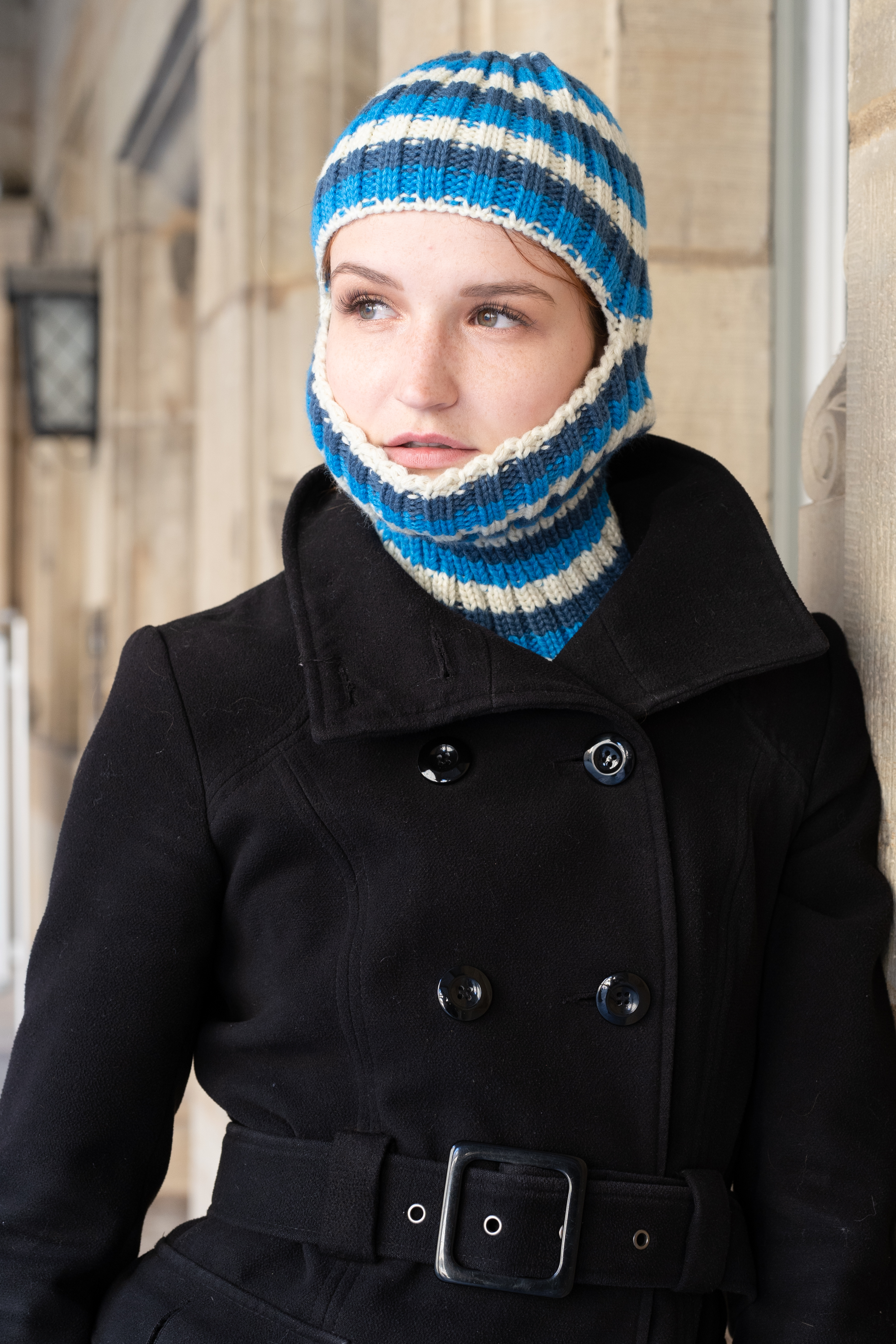
Uma mulher modelando uma balaclava de malha

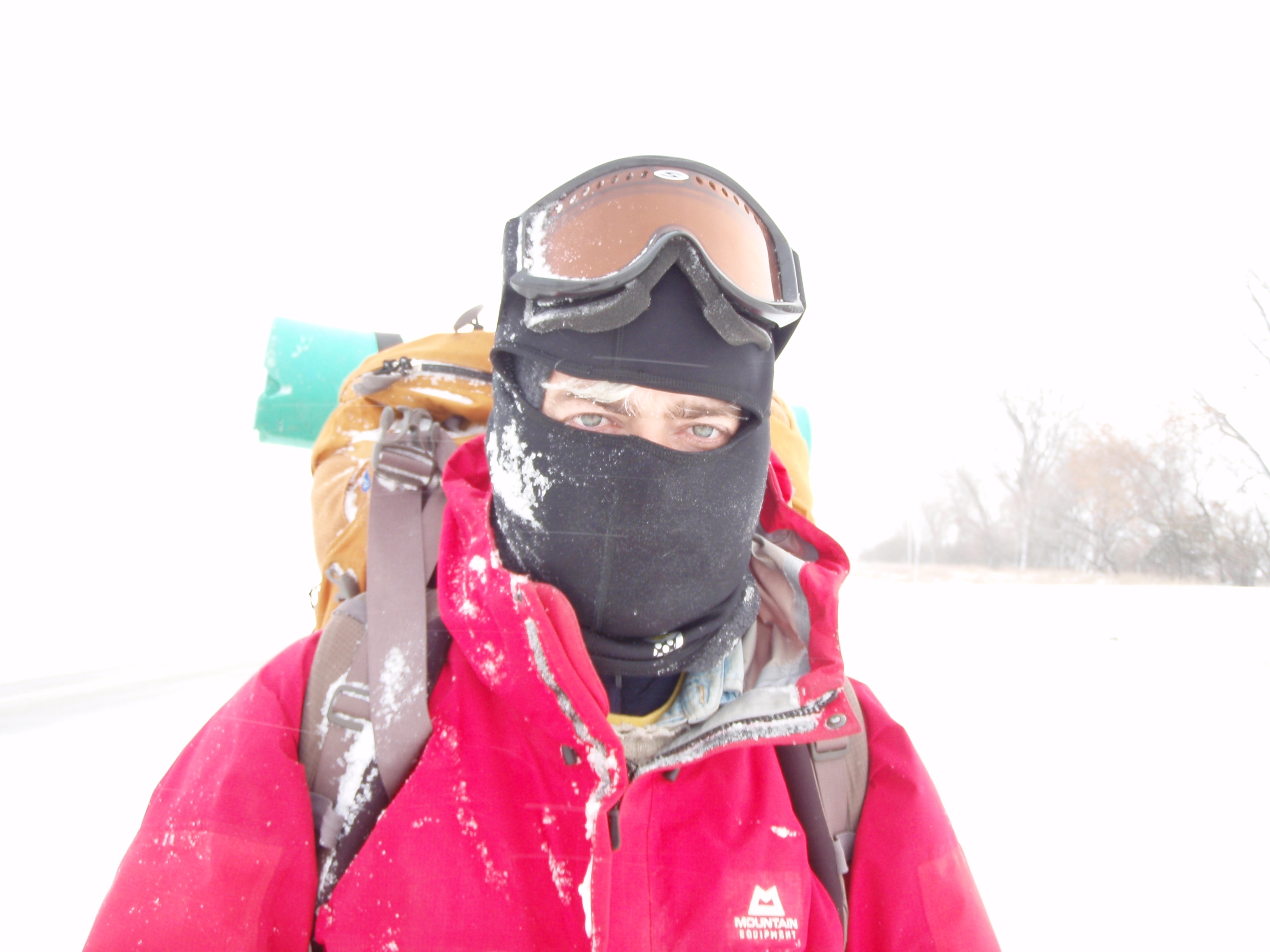
Balaclava usada durante uma tempestade de neve

### Motociclismo
São confeccionadas com materiais isolantes termicamente, para proteção contra o frio, proporcionar aquecimento da cabeça do piloto, e servir de "meia" no uso com o capacete.

### Esportes de gelo
São confeccionadas com material resistente ao frio, usada geralmente por alpinistas e esquiadores.

### Propósitos bélicos
São utilizadas por soldados em campanha em locais de baixa temperatura, além de em determinadas ações, ocultar a identidade do agente.

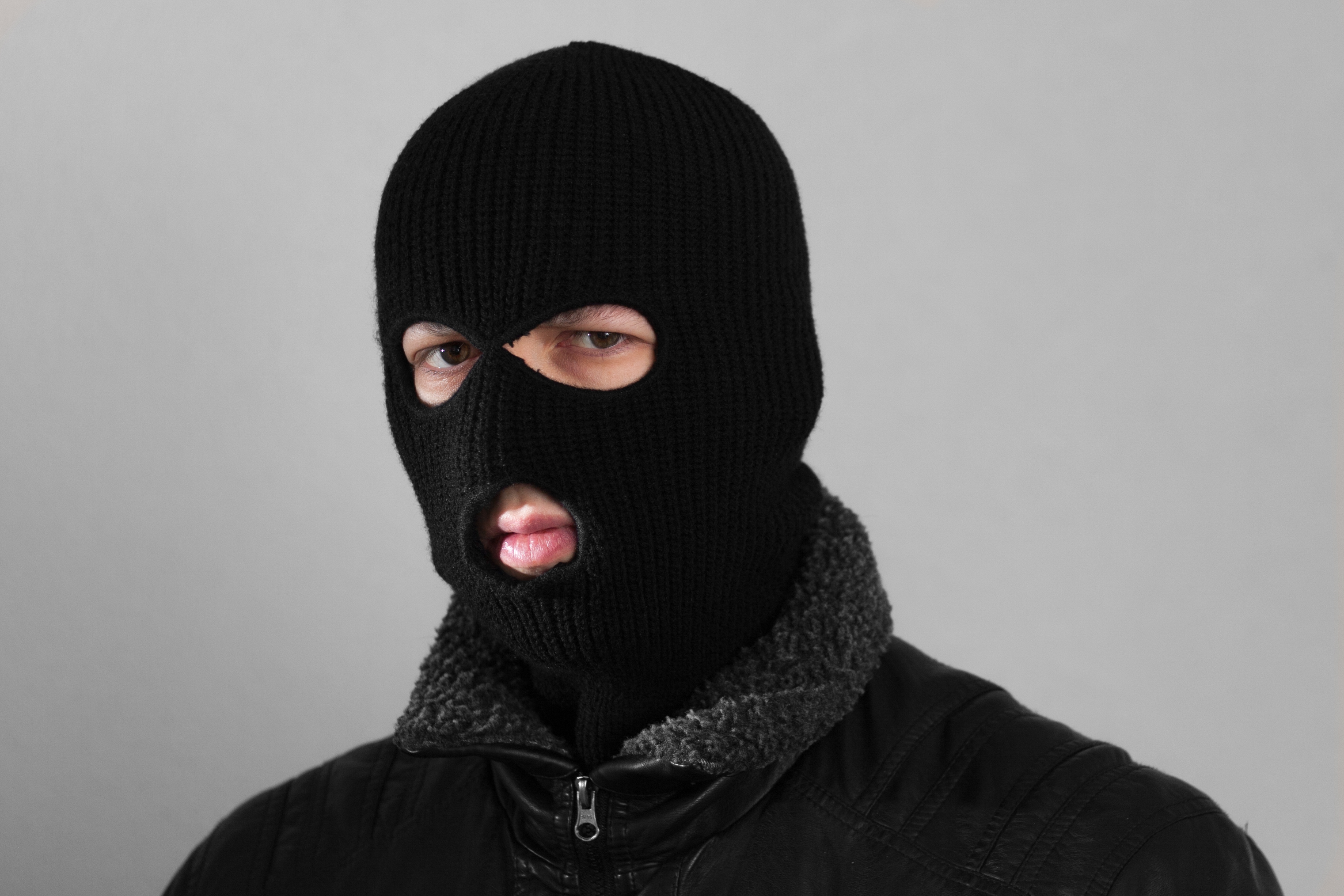
Uma balaclava de três furos de malha de costela

### Outras utilidades
São usadas por jogadores de paintball para proteção da região da nuca e pescoço, bem como para evitar o embaçamento das lentes das máscaras utilizadas nesse esporte. Também são utilizadas por jogadores de Airsoft para dar mais realismo ao jogo, e para alguma proteção.
É usada ainda por praticantes de kart, mergulhadores, pescadores desportivos em épocas frias, em alguns casos é utilizada na esgrima por baixo do capacete e também é usada para se proteger da poluição.
Ela é conhecida em algumas regiões por ser utilizada para práticas de assaltos. Algumas categorias policiais também a utilizam.